# Kankan

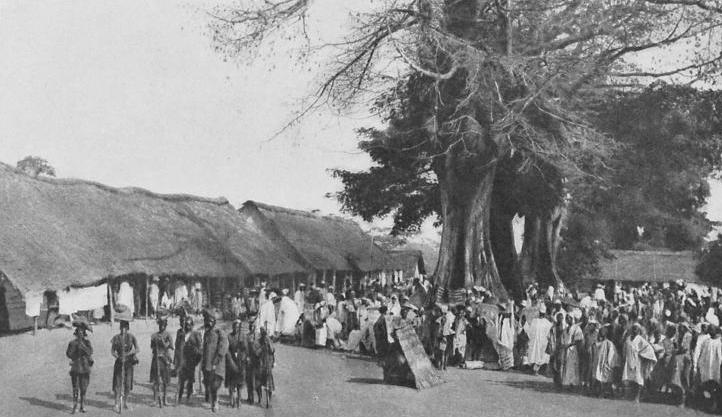
El mercat de Kankan (1912)

Kankan és una ciutat de Guinea; per la seva població és la segona ciutat del país, després de la capital Conakry, i la més gran pel que fa a la superfície. Està situada a la regió de Kankan i abans a la regió de l'Alta Guinea (Haute-Guinée), sobre el riu Milo. És la capital de la prefectura de Kankan.
La ciutat és cèlebre per la seva universitat, pels seus ensenyaments religiosos i els seus mangos. Inclou també un port fluvial i un petit aeroport.
En el país de Kankan es practiquen activitats agrícoles, cultures cerealístiques (sorgo, dacses, fruites), nyams, mangos i cotó, així com activitats industrials : una societat d'engranatge de cotó, finançada per la col·laboració francesa (CCCE, esdevinguda Agència Francesa de Desenvolupament) i per Dagris (esdevingut Geocoton).

## Població
La població de la ciutat és majoritàriament composta de malinkes i la seva llengua, el malinke és àmpliament parlada per tot arreu en la ciutat.
René Caillié va visitar la ciutat l'any 1827 i estimava aleshores que «no conté més de sis mil habitants. .  . La població l'any 2008 fou estimada en 197.108 habitants (l'any 1996 eren 100.192 habitants, o sigui una alça mitja anual de 5,80% sobre aquest període de 12 anys). El 2014, la població de l'àrea urbana s'ha estimat en 472.112 habitants el que en fa la segona ciutat la més poblada del país, després de Conakry.

## Societat
La ciutat és la seu de la diòcesi de Kankan.

## Història
Fou fundada pels mandings al segle XVII i va esdevenir la capital de l'Imperi Baté i un centre comercial important, particularment pel que fa als productes agrícoles. Fou conquerida per Samori Turé l'any 1879

### Conquesta francesa de Kankan
Després de la caiguda de Nioro a mans franceses, Samori va decidir atacar la tata de Kinian. Archinard, el governador francès va decidir apoderar-se de Kankan, al cor del Wassulu, i arrasar Bissandougou i Niako, les seves capitals. A mitjan març Samori era a Niako; els francesos li van atribuir la intenció de saquejar Kangaba, i amb aquesta excusa van iniciar la campanya el 10 de març marxant a Siguri precedit per un escamot de spahis dirigit per Laperrine; va arribar a Siguiri el 28 de març de 1891 on va formar una columna de prop de 800 combatents, 676 animals i 1000 portadors.
El 30 de març la columna va travessar el Tankisso en piragües. Samori no en sabia res. Els francesos van remuntar el Níger fins a Niantoukoro on van travessar el riu i van penetrar al Baté, ja en territori enemic baixant per la riba esquerra del Milo par Dialibacoro, Fodécaria, Nafadié i Diangana, sent arreu ben rebuts per les poblacions. Al assabentar-se l'almamy va enviar ràpidament al seu fill Saranké-Mory cap a Kankan; ell mateix, temerós d'anar massa lluny, va passar a Dabadougou (al sud-est de Kankan), per després retrocedir fins a Dianamaréya, cremant totes les poblacions que va trobar i obligant als habitants a seguir-lo.
Precipitant la marxa, Archinard va entrar sense disparar un tret a Kankan, just a temps per preservar la vila de les flames (7 d'abril). Els sofes van fugir cap al sud. Samori encara no havia pogut reunir els seus contingents i les tropes franceses no van trobar cap resistència seriosa.
A Kankan, el tinent coronel Archinard va patir un accés de febre biliosa i va encarregar al capità Hugueny la tasca de constituir una columna volant per perseguir als sofes amb rapidesa. El 7 d'abril la petita tropa va passar el riu Milo per un gué i es va dirigir al sud cap a Dabadougou on va arribar a temps per apagar l'incendi iniciat pocs minuts abans pels cavallers de Saranké-Mory. L'endemà la població de Kankan, unes quatre mil persones, va retornar a la ciutat. El mateix 8 d'abril el capità Hugueny va ser aturat davant Oulandougou par la rereguarda enemiga; aquesta va haver de retrocedir davant l'empenta dels sipahis i la 7ª companyia, però es va reorganitzar més lluny i va defensar cada lloc mentre entre 1200 i 1500 homes s'instal·laven al rierol de Kokouna, paral·lel a la ruta en una posició ben coberta i amb Samori al darrere amb la reserva.
La 7ª companyia va atacar a la baioneta per expulsar a l'enemic i va poder dispersar als sofes amb els atacs simultanis de la 6ª companyia i els spahis. Els sofes van tenir moltes baixes. Per part francesa i van haver diversos ferits i va morir el sotstinent Otrsat.
Els francesos van seguir avançant i els combats es van reprendre una mica més lluny, fins a Sana; allà es va ordenar el bivac mentre la 7ª companyia liquidava als sofes fugitius. El 9 d'abril hi va haver un combat al marigot de Diaman ; la 6ª companyia va atacar als sofes amagats al bosc i els va aniquilar. El sargent Cowley va destacar i fou greument ferit; el cavall del capità Mahmadou-Racine també fou mort. Aquella nit els francesos van arribar a Bissandougou que Samori acabava d'abandonar després d'incendiar-la. Hugueney va obeir les instruccions de no allunyar-se de Kankan i el 10 va retrocedir a aquesta ciutat abandonant Bissandougou, per protegir la rereguarda dels spahis i la 7ª companyia. Archinard no volia avançar més per la proximitat de l'estació de pluges però Samori ho va interpretar malament.
L'almamy veient als francesos retrocedir va intentar llavors fustigar-los arreu. Més enllà de Sana (una població a uns 30 km al sud de Kankan) el capità va preparar una emboscada als sofes que va tenir èxit i va dispersar a les forces enemigues. L'11 d'abril, després d'un canvi de trets, el destacament va creuar a Dabadougou, a la companyia Morin, vinguda de Kankan al seu davant i aquesta va cobrir la seva marxa cap a Kankan on totes les tropes van quedar concentrades. El sofes van evacuar la regió entre Kankan i Kouroussa, i la població que havia abandonat els seus poblats va anar retornant progressivament.

### Cercle de Kankan
Archinard va decidir que Kankan constituiria el centre d'un nou cercle que inclouria els llocs de Kouroussa, Siguiri i Niagassola. El capità Besançon en fou nomenat resident o administrador assistit pel sotstinent Mangin, el capità Guittard i els doctors Grall i Quennec. La guarnició la formaven dos companyies de tiradors, dos seccions dels obusos i més tard un canó i una peça de tir ràpid; forces que es consideraven suficients en qualsevol cas. L'antic cap del territori, Dayes, fou retornat a la direcció de la població sota control del resident. El control de Kankan va assegurar la submissió del Baté i del Toron, va crear una base de resistència contra Samori i com que les províncies de Sankaran, Kouranko i Toukoro estaven en lluita contra l'almamy, aquest pràcticament havia perdut el control de l'alt Níger
El 13 d'abril Archinard va retornar a Siguiri; a Nafadié va deixar un grup de tiradors per preservar del pillatge a les localitats veïnes; à Fodécaria, al saber que una banda de sofes havia atacat Koila, va enviar al capità Klobb amb els spahis i dues companyies; quan aquest es va acostar els sofes van fugir. Samori hauria donat ordres als seus caps de saquejar les poblacions del Baté que no li havien estat lleials, mentre ell restava segur a Sanankoro prop de Kérouané.

### Combats a la zona de Kankan
El 20 d'abril el tinent-coronel Archinard va creuar el Níger a Baladougou i, el mateix dia, va arribar a Siguiri on es va aturar per aprovisionar per la hivernada a les guarnicions de Kankan, Kouroussa i Siguiri. La posició de Niagasola havia estat suprimida, i tots els vehicules disponibles es van posar en camí per portar queviures i municions a Siguiri; la 7ª companyia va sortir cap a Kankan, escortant un convoi de piragües plenes de queviures; la secció de 65 mm esdevinguda inútil, fou enviada a Kita; els spahis de Laperrine s'encarregarien de vigilar el Niger cap a Sansando; alguns amb el tinent Compagnon, van anar a Dinguiray.
Els tiradors auxiliars foren llicenciats excepte uns quaranta que van oferir seguir el servei i foren agregats a la 7a companyia, però en absència d'aquesta els auxiliars del tinent Vigy van restar a Siguiri per no desguarnir aquesta posició.
Segons les ordes de Samori els sofes van recórrer el Baté en totes direccions; el 22 d'abril van cremar Dialibacoro i van aparèixer davant de Nafadié on foren rebutjats però van fer un segon atac l'endemà; també foren rebutjats i després de patir moltes baixes, es van acabar allunyant. A la zona de Kankan operaven diverses bandes de sofes a la riba dreta del Milo i fustigaven als treballadors que construïen el fort. Altres estaven a Dabadougou.
El 26 d'abril el capità Besançon, avisat de l'arribada d'un comboi d'avituallament portat per la 7ª companyia, va enviar sobre la riba dreta del Milo a tres seccions de tiradors de la 9ª companyia sota el tinent Crémieux, per protegir les piragües d'un cop de mà dels sofes, podent així arribar a Kankans sense ser inquietats; a la tornada Crémieux fou atacat per 100 infants i 50 cavallers i va morir d'un tret al cor però el sergent Berger va agafar el comandament i va rebutjar als atacants.
El 27 d'abril el capità Besançon va marxar contra Dabadougou per expulsar els sofes i va deixar a Kankan a la 7ª companyia; va atacar Dabadougou i va entrar a la població que va cremar, avançant als sofes que s'havien fet forts en un marigot al sud. Va rebutjar un atac per l'esquerra i va retornar a Kankan; allí a la vora fou atacat pel sofes però el tinent Lauzanne els va rebutjar; la 7ª companyia va poder retornar en piragües a Siguiri. Els auxiliars de Vigy foren enviats llavors a Kita junt amb els spahis. Uns dies després, el 4 de maig, la 7ª companyia, va retornar a Kankan amb un nou comboi sent reemplaçada a Siguiri per la 3ª companyia arribada recentment de Kayes per passar la hivernada a Siguiri.
Al arribar a Siguiri, la 3ª companyia va escortar un comboi destinat a Kankan fins a Kouroussa on es va establir de manera permanent per assegurar les comunicacions amb Kankan. Durant aquests fets un cap de banda sofa, Kali, que governava les províncies de la riba dreta del Níger entre Bamako i Siguiri, va creuar el gran riu i va sorprendre diversos pobles de la riba esquerra com Kroussalé i altres; les poblacions es van defensar i l'arribada de 30 cavallers indígenes des de Bamako els va rebutjar a l'altre costat del riu; Kali no ho va considerar una derrota i al front de 400 o 500 infants i 100 cavallers, la majoria tuculors fugits de Ségou, van saquejar totes les poblacions entre Kangaba i Siguiri massacrant les poblacions.
Per aturar aquests fets, Archinard va enviar milicians a Falama i una dotzena de tiradors a Diacoro (manats pel sergent Bandiougou). Per acabar amb Kali, que operava des de Faraba, va cridar a la 7ª companyia que va arribar el 10 de maig; llavors va ordenar al capità Hugueny d'arrasar Faraba. Hugueney es va posar en marxa el dia 12; va passar cinc dies després el Níger enfront de Kangaba i va ocupar Faraba que va cremar després de matar més de 100 sofes; des d'allí va marxar a Ségou on havia de passar la hivernada.
Aquestes successives derrotes van provocar desercions entre els sofes; també Ouolosébougou fou capturada i els habitants van fugir a la riba esquerra. Samori va renunciar llavors a la lluita en aquesta zona i va cridar a tots els seus fidels; des de llavors la regió entre Bamako i Siguiri va quedar tranquil·la.
Al sud, el Sankaran i el Kouranko, treballats per emissaris francesos, es van revoltar impedint a l'almamy la comunicació amb Sierra Leone. Archinard, una vegada acabat l'avituallament de Kankan, va abandonar Siguiri i es va traslladar a Kita, però mentre al sud de Siguiri, Karamoko, fill de Samori, va creuar el Níger (primers de maig) amb 300 cavallers i nombrosos infants. i va assetjar Guénikorokouta. Els milicians de Siguiri, ajudats per alguns tiradors, van fer aixecar el setge i van fer fugir a Karamoko que tot seguit va intentar capturar Nora, més al sud, altre cop sense èxit; llavors va ocupar la vila en ruïnes de Yansoumana, a la riba dreta del Milo, a uns 20 km més avall de Kankan. El resident d'aquesta població va encarregar al capità Barbecot (9ª companyia) desallotjar als sofes d'aquest lloc.
La nit del 19 al 20 de maig el capità Barbecot va marxar sobre Yansoumana que va atacar a punta de dia; gràcies a un terreny descobert els sofes van poder distreure als tiradors i escapar; el campament fou cremat i després va retornar a Kankan via Balandougouba que el sotstinent Mangin va destruir al passar. Ara només quedava prop de Kankan una sola banda de sofes basada a Ourembaya, a 12 kilòmetres al sud-ouest de Kankan; la companyia d'Arlabosse (tinents La- 
verrie, de Vivans i Biétrix) i la secció de Mangin foren designats per eliminar aquest lloc. Van franquejar el Milo en piragües i el capità Arlabosse va atacar Ourembaya el 22 de maig al matí i va dispersar als sofes que van fugir cap a Oulandougou. Després d'una curta persecució el destacament va retornar a Kankan i els sofes no van tardar a reaparèixer fustigant a la rereguarda prop de Faradougou; atacats a la baioneta par les seccions Mangin i Biétrix, van evacuar la posició després de nombroses pèrdues.

## Vies fèrries
El ferrocarril de Konakry a Kankan fou construït entre 1902 i 1915.